# Карс (аеропорт)
Аеропорт Карс (IATA: KSY, ICAO: LTCF) (тур. Kars Harakani Havalimanı) — цивільний аеропорт у Карсі, Туреччина. 
Аеропорт, відкритий в 1988 році, розташований за 6 км від Карса. 
 
Аеропорт також обслуговує міста Агри, Ардаган, Артвін та Игдир на північному сході Туреччини.

## Історія
У 2006 році аеропорт Карса обслужив 2352 літаки та 270 052 пасажирів. 
Пасажирський термінал, має площу 1695 м² і має паркінг на 100 автомобілів. 

Аеропорт був закритий навесні та влітку 2007 року на ремонт. 
Повторне відкриття відбулося 22 жовтня 2007 року 

Новий термінал спроєктував архітектор Якуп Хазан.

## Авіалінії та напрямки, вересень 2023
| Авіакомпанія     | Пункт призначення              |
| ---------------- | ------------------------------ |
| AnadoluJet       | Анкара, Стамбул–Сабіха Гьокчен |
| Pegasus Airlines | Стамбул–Сабіха Гьокчен         |
| SunExpress       | Ізмір                          |
| Turkish Airlines | Стамбул                        |

## Статистика
Див. джерело запитів Вікіданих та джерела.